# اسکی ۳۵۶۸
سیارک ۳۵۶۸ (به انگلیسی: 3568 ASCII، نامگذاری:1936UB) سه هزار و پانصد و شصت و هشتمین سیارک کشف شده‌است که در ۱۷ اکتبر ۱۹۳۶ و در نیس کشف شد.
قدر مطلق سیارک برابر ۱۲٫۱۰ است.